# ウォーニング (競走馬)
ウォーニング (Warning) とはイギリスの競走馬および種牡馬である。1987年ヨーロッパ最優秀2歳牡馬。馬名は英語で「警告」の意。父、母ともに本馬の馬主であるハーリド・ビン・アブドゥッラー殿下が所有していた。
父のKnown FactはNureyevの降着から繰り上がりで2000ギニーを勝った馬で馬主にとって初のイギリスのクラシック勝利となり、非常に思い入れのある馬であった。
母のSlightly Dangerousは凱旋門賞の優勝馬であるRainbow Questの叔母にあたり、オークス2着などの実績を持つ。また、繁殖牝馬としても本馬のほかにCommander In Chiefなども輩出し、成功している。
本馬は父と同じくマイル戦を得意としていた。主戦騎手はパット・エデリー。

## 戦跡
1987年にデビュー。デビュー戦、2戦目と共に5馬身、10馬身差の圧勝劇で続くリッチモンドステークス（G2）で重賞初勝利。さらにシャンペンステークス（G2）でも勝ち星を重ね、この年G1未勝利ながら欧州の最優秀2歳牡馬に選出される。これはこの年、イギリス2歳王者決定戦であったデューハーストステークスが中止になったこと、ウォーニングが圧勝の連続でこの年無敗であったことが考えられる。
1988年の初戦、クレイヴァンステークス（G3）ではもちろんの事ながら単勝1.6倍の大本命に推される。が、後に2000ギニーを勝つDoyounに4馬身差の2着と惨敗し、生涯初敗戦となってしまう。この時ウォーニングはウイルス性の疾患にかかってしまい、クラシック出走を断念せざるを得なかった。しかし回復後の準重賞を勝って臨んだサセックスステークスで勝利し、初G1制覇をあげた。続くジャック・ル・マロワ賞では、当時の欧州マイル路線のトップスターが集結する中、ウォーニングは名牝Miesqueの2番人気に支持された。結果もミエスクの2着となった。次走のクイーンエリザベス2世ステークスで勝利しG1勝ち数を2にするが、ブリーダーズカップ・マイルでは馬場が合わなかったのか、勝ち馬Miesqueから32馬身差の11着と大惨敗を喫してしまった。
1989年、ロッキンジステークス（G2）から始動したウォーニングだったがMost Welcomeの2着と惜敗する。クイーンアンステークス（G2）ではレースレコードで勝利を収めたものの、距離が10ハロンに伸びたエクリプスステークスでは勝ち馬Nashwanの20馬身差の4着に惨敗、連覇をかけたサセックスステークスでもZilzalから9馬身離された6着と惨敗する。この後はブリーダーズカップ・マイルの挑戦を視野に入れていたが、結局取り消され現役を引退する。

### 年度別競走成績
- 1987年（4戦4勝） - リッチモンドステークス（G2）、シャンペンステークス（G2）
- 1988年（5戦3勝） - サセックスステークス（G1）、クイーンエリザベス2世ステークス（G1）
- 1989年（4戦1勝） - クイーンアンステークス（G2）

## 種牡馬入り後
引退後はイギリスにあるバンステッドマナースタッドで種牡馬入り、後に日本に輸入された。産駒は欧州でも日本でも短距離向きの産駒を多く輩出していた。が、中には異色の産駒もおり、4000メートルのカドラン賞（G1）を勝ったGive Noticeはまさにその典型的な例である。2000年に心不全のため死亡、15歳という早逝だった。
現在は、主にG1を勝った産駒が種牡馬入りして一定の成績を残している。Charnwood Forestのように実績と血統を買われて種牡馬入りしている産駒もいる。 

### 代表産駒

#### 日本国外調教馬
- 1991年産
  - Prophecy - チェヴァリーパークステークス
  - Piccolo - ナンソープステークス
- 1992年産
  - Annus Mirabilis - 毎日王冠、ドバイデューティーフリー(優勝した1998年当時はまだ一般戦)
- 1995年産
  - Diktat - モーリス・ド・ゲスト賞、スプリントカップ
- 1996年産
  - Sumati - ジョッキークラブ大賞
- 1997年産
  - Give Notice - カドラン賞

#### 日本国内調教馬
- 1998年産
  - カルストンライトオ - アイビスサマーダッシュ2回、スプリンターズステークス
- 1999年産
  - サニングデール - ファルコンステークス、函館スプリントステークス、CBC賞、阪急杯、高松宮記念
  - ダンツジャッジ - アメリカジョッキークラブカップ、ダービー卿チャレンジトロフィー
- 2000年産
  - タニノマティーニ - キーンランドカップ

### 母の父としての主な産駒
太字はGI級競走、*は地方重賞を示す
- 2005年産
  - Prohibit（2011年キングズスタンドステークス）- 父Oasis Dream
  - マルブツイースター（2007年小倉2歳ステークス）- 父サクラバクシンオー
- 2006年産
  - Miss Keller（2011年E.P.テイラーステークス）- 父Montjeu
- 2007年産
  - Foreteller（2013年マカイビーディーヴァステークス、ローソンステークス、2014年アンダーウッドステークス）- 父Dansili
- 2012年産
  - The Right Man（2017年アルクォズスプリント）- 父Lope de Vega
- 2018年産
  - イグナイター（2022年*楠賞、黒船賞、かきつばた記念、2022年・2023年*黒潮スプリンターズカップ連覇、2023年さきたま杯、*園田チャレンジカップ、JBCスプリント、2025年*兵庫大賞典）- 父エスポワールシチー[3]

活躍馬ではないが、ウォーニングムスメという珍名馬も父の名前を有名にした。

## 血統表
| ウォーニングの血統マンノウォー系／Bull Lea 5×5=6.25%、War Relic 5×5=6.25% | ウォーニングの血統マンノウォー系／Bull Lea 5×5=6.25%、War Relic 5×5=6.25% | ウォーニングの血統マンノウォー系／Bull Lea 5×5=6.25%、War Relic 5×5=6.25% | （血統表の出典）         | （血統表の出典） |
| 父 Known Fact 1977 鹿毛                                                   | 父の父In Reality 1964 鹿毛                                                | Intentionally                                                             | Intent                   | Intent           |
| 父 Known Fact 1977 鹿毛                                                   | 父の父In Reality 1964 鹿毛                                                | Intentionally                                                             | My Recipe                |                  |
| 父 Known Fact 1977 鹿毛                                                   | 父の父In Reality 1964 鹿毛                                                | My Dear Girl                                                              | Rough'n Tumble           | Rough'n Tumble   |
| 父 Known Fact 1977 鹿毛                                                   | 父の父In Reality 1964 鹿毛                                                | My Dear Girl                                                              | Iltis                    |                  |
| 父 Known Fact 1977 鹿毛                                                   | 父の母Tamerett 1962 黒鹿毛                                                | Tim Tam                                                                   | Tom Fool                 | Tom Fool         |
| 父 Known Fact 1977 鹿毛                                                   | 父の母Tamerett 1962 黒鹿毛                                                | Tim Tam                                                                   | Two Lea                  |                  |
| 父 Known Fact 1977 鹿毛                                                   | 父の母Tamerett 1962 黒鹿毛                                                | Mixed Marriage                                                            | Tudor Minstrel           | Tudor Minstrel   |
| 父 Known Fact 1977 鹿毛                                                   | 父の母Tamerett 1962 黒鹿毛                                                | Mixed Marriage                                                            | Persian Maid             |                  |
| 母 Slightly Dangerous 1979 鹿毛                                           | 母の父Roberto 1969 鹿毛                                                   | Hail to Reason                                                            | Turn-to                  | Turn-to          |
| 母 Slightly Dangerous 1979 鹿毛                                           | 母の父Roberto 1969 鹿毛                                                   | Hail to Reason                                                            | Nothirdchance            |                  |
| 母 Slightly Dangerous 1979 鹿毛                                           | 母の父Roberto 1969 鹿毛                                                   | Bramalea                                                                  | Nashua                   | Nashua           |
| 母 Slightly Dangerous 1979 鹿毛                                           | 母の父Roberto 1969 鹿毛                                                   | Bramalea                                                                  | Rarelea                  |                  |
| 母 Slightly Dangerous 1979 鹿毛                                           | 母の母Where You Lead 1970 栗毛                                            | Raise a Native                                                            | Native Dancer            | Native Dancer    |
| 母 Slightly Dangerous 1979 鹿毛                                           | 母の母Where You Lead 1970 栗毛                                            | Raise a Native                                                            | Raise You                |                  |
| 母 Slightly Dangerous 1979 鹿毛                                           | 母の母Where You Lead 1970 栗毛                                            | Noblesse                                                                  | Mossborough              | Mossborough      |
| 母 Slightly Dangerous 1979 鹿毛                                           | 母の母Where You Lead 1970 栗毛                                            | Noblesse                                                                  | Duke's Delight F-No.14-f |                  |